# Iris bloudowii
Iris bloudowii är en irisväxtart som beskrevs av Carl Friedrich von Ledebour. Iris bloudowii ingår i släktet irisar, och familjen irisväxter. Inga underarter finns listade i Catalogue of Life.